# A. R. Upton
Pour les articles homonymes, voir Upton.
A. R. Upton était un nageur et poloïste belge.

## Biographie
Upton représente la Belgique pour l'épreuve des équipes en water-polo lors des Jeux olympiques de 1900 à Paris où il est représenté avec neuf autres joueurs du Brussels Swimming and Water-Polo Club pour lequel il remporte une médaille d'argent,.
Le club termine deuxième derrière la Grande-Bretagne (Osborne Swimming Club Manchester) et devant les deux équipes françaises (Libellule de Paris et les Pupilles de Neptune de Lille #2).